# Eros Capecchi
Eros Capecchi (Castiglione del Lago, 13 giugno 1986) è un ex ciclista su strada italiano.
Professionista dal 2006 al 2021, ha vinto una tappa al Giro d'Italia 2011.

## Carriera
Abitante di Borghetto, frazione di Tuoro sul Trasimeno, dopo aver debuttato nelle competizioni ciclistiche all'età di otto anni con la U.C. Nestor Sea di Marsciano, nelle categorie successive corre con la U.C. Quota Mille di Camucia, l'Olimpia Valdarnese di Montevarchi e l'Arianna Rimor di San Gimignano. Da juniores coglie cinque vittorie nel 2003 e quattordici nel 2004, tra cui il titolo nazionale. Nel 2005 debutta tra i dilettanti con la Mastromarco-Chianti Sensi, passando professionista già l'anno dopo con la Liquigas, formazione che già gli aveva consentito di correre da stagista negli ultimi mesi del 2005.
Dal 2008 al 2010 milita nella Footon-Servetto, nota in precedenza come Saunier Duval, Scott e Fuji, squadra spagnola diretta da Mauro Gianetti. Proprio nel 2008 ottiene i primi successi tra i pro, aggiudicandosi una tappa e la classifica finale della Bicicletta Basca.
Nel 2011 ritorna alla Liquigas. Nella stessa stagione torna anche al successo: al termine di una lunga fuga a tre vince infatti la diciottesima tappa del Giro d'Italia, quella con arrivo a San Pellegrino Terme. Apre quindi la stagione 2012 con la vittoria al Gran Premio di Lugano. Partecipa poi al Giro d'Italia correndo come gregario di Ivan Basso. Le buone prove nella "Corsa Rosa", alla Tirreno-Adriatico, al Giro della Toscana e nelle altre corse cui partecipa durante l'anno gli consentono di conquistare la fiducia del commissario tecnico Paolo Bettini, che lo convoca, benché da riserva, per i campionati del mondo di Valkenburg.
Nell'agosto 2012 Capecchi annuncia intanto di aver raggiunto l'accordo con il team spagnolo Movistar. Dopo due anni con la Liquigas cambia così maglia per tornare a correre all'estero. Nel 2016 passa al team Astana, e in stagione è uno degli otto gregari che affiancano Vincenzo Nibali alla vittoria del Giro d'Italia. Il suo rendimento però è sotto le attese, così a metà agosto viene ufficializzato il suo passaggio alla Quick-Step Floors per la stagione 2017.

## Palmarès
- 2003 (Juniores)

3ª tappa Giro dell'Austria Juniores
- 2004 (Juniores)

Campionati italiani, Prova in linea Juniores
Coppa Pietro Linari
Trofeo Buffoni
Gran Premio Liberazione Città di Massa
Classifica generale Tre Giorni Orobica
2ª tappa Grand Prix Rüebliland (Dintikon > Dintikon)
4ª tappa Grand Prix Rüebliland (Laufenburg > Laufenburg)
- 2008 (Saunier Duval/Scott, due vittorie)

3ª tappa Euskal Bizikleta (Eibar > Arrate)
Classifica generale Euskal Bizikleta
- 2011 (Liquigas, una vittoria)

18ª tappa Giro d'Italia (Morbegno > San Pellegrino Terme)
- 2012 (Liquigas, una vittoria)

Gran Premio di Lugano

### Altri successi
- 2007 (Liquigas)

1ª tappa Settimana Ciclistica Lombarda (Bergamo > Bergamo, cronosquadre)
- 2016 (Astana Pro Team)

1ª tappa Giro del Trentino (Riva > Torbole, cronosquadre)
2ª tappa Vuelta a Burgos (Burgos > Burgos, cronosquadre)

## Piazzamenti

### Grandi Giri
- Giro d'Italia

2008: 99º
2010: non partito (7ª tappa)
2011: 60º
2012: 37º
2013: 70º
2014: 79º
2016: 82º
2017: 58º
2018: 49º
2019: 37º
2020: 87º
- Tour de France

2010: 83º
- Vuelta a España

2011: 21º
2012: 25º
2013: 24º
2017: 104º
2019: 121º

### Classiche monumento
- Milano-Sanremo

2008: 152º
2009: 36º
2016: 107º
- Liegi-Bastogne-Liegi

2011: ritirato
2017: ritirato
2021: ritirato
- Giro di Lombardia

2009: 67º
2011: ritirato
2012: ritirato
2013: ritirato
2014: ritirato
2018: 39º
2019: 83º
2020: ritirato

### Competizioni mondiali
- Campionati del mondo

Verona 2004 - In linea Juniors: 4º